# Københavns historie (1945-1992)
Københavns historie (1945-1992) er præget af genrejsningen af København efter krigsårene.
Befrielsen kom i 1945, og ligesom i resten af Danmark var der et retsopgør med de personer, der havde samarbejdet med besættelsesmagten. Christian 10., som havde været i et samlingspunkt under besættelsen, døde i 1947. Man opstillede ligeledes en rytterstatue af den afdøde konge på Sankt Annæ Plads. Efter krigen kom den frie varetilførsel tilbage, og der blev nu lettere adgang til eksotiske varer som nylonstrømper, bananer og fjernsyn.
Byudviklingen blev overvejet og mundede ud i "fingerplanen" fra 1947 som blev brugt til planlægning af bl.a. den offentlige trafik. Ideen med fingerplanen var at byudviklingen primært skulle foregå langs s-togslinjerne med grønne områder imellem s-togs"fingrene". I takt med at bilen blev mere udbredt, blev ideen om et København bygget op omkring fingerplanens ideer om den kollektive S-togstrafik til at blive udvandet. Nogle forstæder voksede op væk fra S-togsnettet. I 1960'erne syntes udviklingen i Københavns Kommune at være gået nærmest i stå, mens man i forstadskommunerne byggede på livet løs. Gladsaxe Kommune under Erhard Jakobsen og Albertslund er eksempler på denne udvikling i Københavns forstæder. Den stigende bilisme medførte også at Langebro ikke kunne klare trafikken og måtte udbygges i 1953. Delvist som konsekvens af den øgede bilisme blev sporvognene nedlagt i 1972 og erstattet med busser.
I løbet af 1950'erne begyndte turismen at vinde frem i København og der blev bygget hoteller og satset mere på gæsterne. Byens silhuet begyndte at ændre sig med højhuse, hvor Bellahøjs Tårnhuse fra 1950 var nogle af de første, og Arne Jacobsens SAS Royal Hotel fra 1960 et af de mest markante. Gågaderne begyndte at vinde frem og Strøget blev omdannet i 1962. Det var i det hele taget gode tider med stigende købekraft og næsten fuld beskæftigelse, men samtidig med begyndende oprør, som for alvor kom til udtryk ved utallige demonstrationer mod Vietnamkrigen, atomkraft, NATO og Verdensbanken. BZ-bevægelsen satte sit præg på perioden fra starten af 1970'erne med kampen om Byggeren og med besættelsen af Bådsmandsstræde Kaserne på Christianshavn i 1971 og oprettelse af Fristaden Christiania. En gruppe brugere tilknyttet denne bevægelse blev i 1982 overdraget brugsretten til Folkets Hus (Ungdomshuset) på Jagtvej 69, hvorfra der udgik en række både voldelige og ikke-voldelige demonstrationer.
I 1950'erne lavede indbyggertallet i København en lokal top med lige under 1 mio. indbyggere. Op gennem de næste årtier faldt indbyggertallet efterhånden som baggårde blev ryddet og forstæder bygget. I 1960'erne inviterede Danmark de første fremmedarbejdere til landet, hvoraf en del bosatte sig i København. Især områderne Nørrebro/Nordvest og ved S-togets stationer langs sydkysten, som Greve og Brøndby Strand var populære områder for bosættelse.
Velstand blev i 1970'erne afløst af krise udløst af oliekrisen i 1973. København og Vesteuropa var ikke gearet til at håndtere dette og de øgede omkostninger og den mindskede eksport ramte hovedstaden i form af nye og voksende sociale problemer, bl.a. høj ungdomsarbejdsløshed, narkotikamisbrug og lavkonjunktur. København måtte derfor låne penge i udlandet. Landspolitisk forsøgte man sig med et stop for indvandring, men der kom stadig mange nye indvandrere ved familiesammenføring og af andre grunde. Samtidig stagnerede det private byggeri, og periodens væsentligste byggeri var derfor det sociale boligbyggeri, der bl.a. rejste sig på Indre Nørrebro, der gennemgik en omfattende og kontroversiel sanering. Den første større sanering var allerede foregået i 1940'erne og 50'erne, hvor hele området mellem Frederiksstaden og Kongens Have var blevet ryddet og bebygget med modernistisk byggeri. I samme periode blev det tidligere banegårdsterræn mellem Vesterport Station og Sankt Jørgens Sø bebygget.
Krisen fortsatte op gennem firserne og også København blev ramt af kartoffelkuren, som skulle rette op på statsfinanserne. Københavns Kommune nærmede sig i denne periode fallittens rand, fordi børnefamilier og de gode skatteborgere flyttede til forstæderne, mens personer på overførselsindkomst og med sociale behov forblev i byen.